# Anaxipha biroi
Anaxipha biroi är en insektsart som beskrevs av Lucien Chopard 1927. Anaxipha biroi ingår i släktet Anaxipha och familjen syrsor. Inga underarter finns listade i Catalogue of Life.